# Sonya Thomas

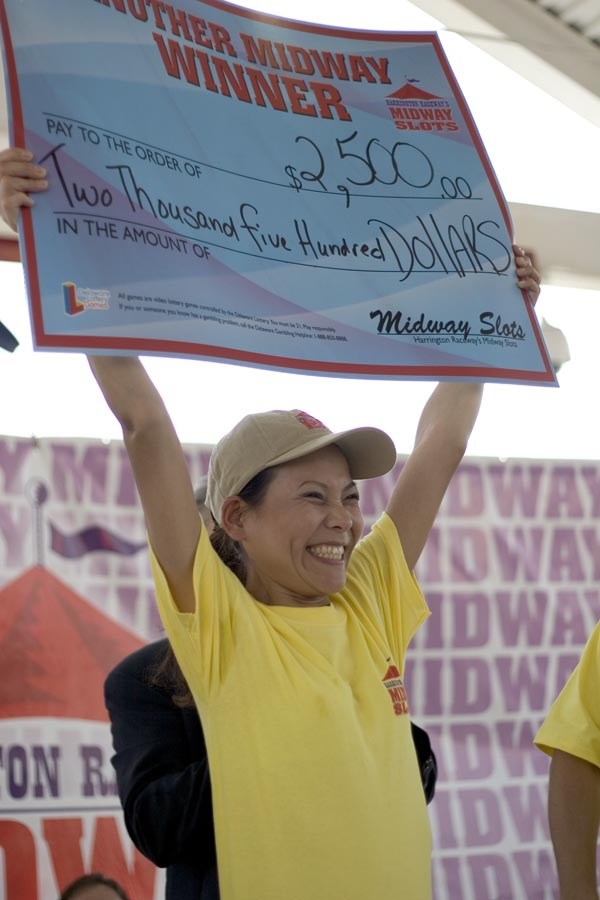
Sonya Thomas, 2005

Sonya Thomas  (* 26. Juli 1967 in Gunsan, Südkorea als Lee Sun-kyung; kor. 이선경) ist eine US-amerikanische Wettesserin. Die in Korea geborene Sonya Thomas, die weniger als fünfzig Kilogramm wiegt, ist insbesondere in den Vereinigten Staaten auch unter dem Spitznamen The Black Widow (Die Schwarze Witwe) bekannt, weil sie bei Esswettbewerben regelmäßig Männer schlägt, die das zwei- bis dreifache ihres Körpergewichts auf die Waage bringen.

## Erfolge bei Esswettbewerben
Sonya Thomas ist seit 2003 Mitglied der International Federation of Competitive Eating, einer Organisation, die weltweit Wettessen organisiert und ihren Mitgliedern nur Teilnahme an Veranstaltungen dieser Organisation erlaubt. Sonya Thomas zählt zu den bekanntesten Mitgliedern dieser Organisation.
Zu ihren bekanntesten Siegen gehört der Verzehr von 37 Hot Dogs in 12 Minuten bei dem Internationalen Hot-Dog-Wettessen, das jährlich in New York zum Independence Day ausgetragen wird. Sie konnte diesen Wert in den Folgejahren weiter erhöhen und stellte dabei mehrmals den Weltrekord für Frauen auf. Derzeit (2013) liegt ihr Rekord bei 45 Hot Dogs in zehn Minuten.
Sonya Thomas gewann 2003 außerdem den Wing Bowl, einen Esswettbewerb, der in Philadelphia am Vorabend des Super Bowls ausgetragen wird und zu dem rund 20.000 Zuschauer erscheinen. Der Journalist Jason Fagone schilderte in seinem kritischen Buch über kommerzielle Esswettbewerbe in den Vereinigten Staaten, wie Sonya Thomas 2004 wegen ihres vorjährigen Sieges über Lokalmatadore zur Zielscheibe rassistischer Angriffe wurde. Im Herbst 2011 konnte sie ihren eigenen Rekord brechen und gewann den Wing Bowl mit 183 verschlungenen Hühnerflügeln in zwölf Minuten.

## Einzelbelege
1. ↑  Fagone, S. 194 und S. 195

| Personendaten    | Personendaten                |
| ---------------- | ---------------------------- |
| NAME             | Thomas, Sonya                |
| ALTERNATIVNAMEN  | Lee, Sun-kyung (Geburtsname) |
| KURZBESCHREIBUNG | US-amerikanische Wettesserin |
| GEBURTSDATUM     | 26. Juli 1967                |
| GEBURTSORT       | Gunsan, Südkorea             |